# Anders Tegnell
Anders Tegnell (født 17. april 1956) er en svensk læge med speciale i infektionssygdomme, der siden 2014 har været statsepidemiolog for Folkhälsomyndigheten.

## Håndtering af covid-19-pandemien
Tegnell har stået for den svenske håndtering af covid-19-pandemien, i hvilken forbindelse han har stillet op til pressemøder og interviews. Ifølge Tegnell er der ikke beviser for, at en nedlukning af samfundet vil hjælpe i bekæmpelsen af covid-19. Han hævder også, at lukning af skoler vil øge smitten. I forbindelse med bekæmpelsen af COVID-19 har Tegnell sigtet mod at opnå flokimmunitet i Sverige, og samfundet har derfor ikke været lukket ned i samme grad som i andre lande. Denne taktik er blevet kritiseret af flere forskere. Lederen af Sverigesdemokraterne har opfordret Tegnell til at gå af.